# Кярде
Кя́рде (эст. Kärde) — деревня в волости Йыгева уезда Йыгевамаа, Эстония. 

## География и описание
Расположена в 15 километрах к северо-западу от уездного и волостного центра — города Йыгева. Высота над уровнем моря — 77 метров.
Климат умеренный. Официальный язык — эстонский. Почтовый индекс — 74009.

## Население
По данным переписи населения 2011 года, в Кярде проживали 97 человек, все — эстонцы.
По данным переписи населения 2021 года, в деревне насчитывалось 87 жителей, из них 85 (97,7 %) — эстонцы.
Численность населения деревни Кярде по данным переписей населения:
| Год  | 1959 | 1970  | 1979  | 1989  | 2000  | 2011 | 2021 |
| ---- | ---- | ----- | ----- | ----- | ----- | ---- | ---- |
| Чел. | 170  | ↗ 181 | ↘ 159 | ↘ 149 | ↘ 137 | ↘ 97 | ↘ 87 |

## История
Деревня была образована на землях мызы Кардис (нем. Kardis, эст. Kärde mõis).
1 июля 1661 года на мызе Кардис был заключён мирный договор между Русским царством и Швецией, который завершил русско-шведскую войну. В Кярде находится Домик мира, где, согласно народным поверьям, велись мирные переговоры. Домик мира внесён в Эстонский Государственный регистр памятников культуры.
Впервые мыза Кардис была упомянута в 1532 году (Kardis), когда она принадлежала Йохану Ребуку (Johann Rebuck). Затем мыза меняла собственников: она принадлежала семейству фон Розенит (von Rosenit), фон Браш (von Brasch) и фон Пистолькорс (von Pistohlkors). До экспроприации 1919 года мыза принадлежала Виктору фон Штакельбергу (Viktor von Stackelberg).
Главное здание мызы было одноэтажным архаичным деревянным строением, предположительно построенным в 18-м столетии. Здание до наших дней не сохранилось. В деревне сохранились дом управляющего мызой, парк и хлев-сарай мызы Кярде, которые внесены в Эстонский Государственный регистр памятников культуры.
В советское время в деревне находилось отделение научного учреждения, принадлежащего совхозу «Йыгева» — созданной в 1920 году Йыгеваской селекционной станции.